# Olivier Guillou
Olivier Guillou (14 maart 1964 – 11 november 2015) was een Frans voetbalcoach. Van januari 2015 tot zomer 2015 was hij coach van Lierse SK.
Als speler kwam hij uit voor de amateurclubs Beaune FC, Racing Club d'Ancenis en Saint-Nazaire.
Guillou was jeugdtrainer bij OGC Nice (1992-1998) voor hij bij de JMG Academy in Abidjan, Ivoorkust, van zijn neef Jean-Marc Guillou kwam. Van 2000 tot 2007 was hij voor JMG projectmanager in Madagaskar. Via JMG werd hij trainer van Paradou AC in Algerije, Paris FC en K. Lierse SK. Hij was sinds de zomer 2015 als coach weer werkzaam bij JMG Académie in Algerije. Tot hij plotseling overleed op 51-jarige leeftijd door een hartstilstand.

## Lierse SK
Guillou slaagde er niet in om met Lierse weg te geraken van de laatste plaats. Lierse werd veroordeeld tot Play-Off 3, maar de ploeg wist deze play-off tegen Cercle Brugge te winnen met drie overwinningen uit vier matchen. Om zich alsnog te redden moest de ploeg wel nog een eindronde spelen met de tweedeklassers OH Leuven, Lommel United en KAS Eupen. Hier slaagde Lierse echter niet in.